# Алтайська державна академія культури і мистецтв
Алтайська державна академія культури і мистецтв (рос. Алтайская государственная академия культуры и искусств) — виш у Барнаулі. Створений за рішенням Ради Міністрів СРСР від 20 червня 1974 року № 508, бюро крайкому КПРС і виконавчий комітет крайового Ради народних депутатів трудящих постановили відкрити в місті Барнаул е з 1975—1976 навчального року державний інститут культури.
В 1995 році інститут отримав новий статус і перейменований в Алтайський державний інститут мистецтв і культури (АГІІК), а в 2005 році виш отримав статус академії. Станом на 2011 рік в академії працює 168 штатних викладачів, з них — 105 зі ступенями і званнями, у тому числі — 20% докторів і професорів, 12,6% удостоєні почесних звань федерального значення, 4,6% — члени творчих спілок Росії.

## Структура
Академія має такі факультети:
- Музичний факультет
- Хореографічний факультет
  - Кафедра бальної хореографії
  - Кафедра народної хореографії
  - Кафедра сучасної хореографії
- Факультет інформаційних ресурсів та дизайну
- Факультет художньої творчості
  - Кафедра театральної режисури і акторської майстерності
- Факультет додаткової освіти